# Гатаноа
Гатано́а или Гатанотоа (англ. Ghatanothoa) — одно из вымышленных божеств в произведениях Говарда Филлипса Лавкрафта и последователей «Мифов Ктулху». В рассказе «Вне времени» (1933) это центрально божество, которое оставили в подземной крепости на Земле пришельцы с планеты Юггот (возможно Ми-го), задолго до появления человеческой цивилизации. Лавкрафт не упоминает Гатаноа в других произведениях, в отличие от других Древних богов.

## Гатаноа в творчестве Лавкрафта
Это огромное аморфное чудовище, внешний вид которого настолько ужасен, что любой, кто взглянет на него (или даже на изображение), окаменеет и превратится в живую мумию. Тело и внутренние органы жертвы окаменевают, но мозг сохранят свои функции, и человек остаётся всё время в сознании. Несчастный, скорее всего, станет неизлечимо безумным задолго до долгожданного освобождения. Гатаноа бессмертен и обитает в подземной крепости, некогда располагавшейся на горе Яддит-Го, в царстве К’нан, на исчезнувшем континенте Му. Географически гора расположена вблизи Новой Зеландии. Гатаноа спит и чтобы избежать его пробуждения, люди царства К’нан проводили ритуалы жертвоприношения на вершине горы. Его привезли на Землю инопланетяне с планеты Юггот (возможно Ми-го), которые построили колоссальную крепость на вершине Яддит-Го и запечатали Гатаноа внутри горы под большим люком, где он остаётся по сей день.
Лавкрафт описывает Гатаноа только в одном предложении в рассказе «Вне времени» (1933):

Нечто невообразимое и непереносимое появилось из глубины циклопического склепа, затерянного мира. Из люка возникло титаническое чудовище, и я не сомневался в его возможности убить человека одним видом. Это был гигант с глазами осьминога, с щупальцами и хоботом, полуаморфное, частично плоское и морщинистое. Ничто не способно передать отвратительный, нечестивый, нечеловеческий, внегалактический ужас и ненависть этого злобного существа, возникшего из небытия хаоса вечной ночи.Оригинальный текст (англ.)I might call it gigantic—tentacled—proboscidian—octopus-eyed—semi-amorphous—plastic—partly squamous and partly rugose—ugh! But nothing I could say could even adumbrate the loathsome, unholy, non-human, extra-galactic horror and hatefulness and unutterable evil of that forbidden spawn of black chaos and illimitable night.

### Культ
Гатаноа приносили в жертву на кострах двенадцать воинов и двенадцать девственниц. Эти жертвы приносились у подножия горы Яддит-Го, так как никто не смел подняться по базальтовым стенам и приблизиться к дочеловеческой цитадели наверху. В лоне этого культа совершались отвратительные действа и поклонение Старцам. В рассказе «Вне времени» сказано что культ Гатаноа распространился по всей земле:
Культ расцвёл главным образом в регионах Тихого океана, где некогда простирался континент Му. Говорили о наличии тайного и презираемого культа Гатаноа в несчастной Атлантиде и на морском плато Ленг. Фон Юнтц давал понять, что приверженцы этого культа имелись в легендарном подземном мире К'нан, и приводил довольно веские доказательства его проникновения в Египет, Халдею, Персию, Китай и в исчезнувшие семитские королевства Африки, а также в Мексику и Перу. Фон Юнтц был недалёк от утверждения, что ответвления культа дошли и до Европы и имели тесную связь с колдовством, против которого тщетно гремели папские буллы. Запад, однако, не был достаточно благоприятной почвой для укрепления культа. Общественное негодование по поводу ритуалов жертвоприношений разрушило большинство ветвей. В конце концов этот культ стал преследуемым и ещё более тайным, но корни его остались. Время от времени он возникал, главным образом на Дальнем Востоке, на островах Тихого океана, где его доктрины смешивались с полинезийской эзотерической культурой Ареуя.

## Вдохновение
Лавкрафт упоминает мифы Полинезии и индейцев. Тангароа — небесное божество у полинезийцев и микронезийцев.Народ Ариои или Ареои представляли собой тайный религиозный орден на островах Таити, с иерархической структурой и эзотерической доктриной спасения, который выполняет функции культа. Ариои главным образом почитали бога войны 'Оро.
В мифологии распространены легенды о проклятье окаменения или оцепенения, когда жертва живёт вечно и всё чувствует, но не может пошевелиться. Возможно, Гатаноа обладает способностями похожими на Медузу Горгону.

## Гатаноа в творчестве других писателей
Последователи «Мифов Ктулху» заимствовали образ Гатаноа и у них иногда можно встретить такие титулы Гатаноа, как «Повелитель вулкана» или «Тоа».
В «Безымянных культах» Фредерика фон Юнтца говорится, что самое значительное выступление человека против Гатаноа было совершено служителем храма Шуб-Ниггурата по имени Т'юог, который потерпел неудачу. Описываемые события относятся к Году Красной Луны, что по версии фон Юнца соответствует 173148 году до н.э.

### Роберт Говард
Роберт Говард в рассказе «Монстр на горе» пишет, что Гатаноа или Гол-Горот в Ватиканском Кодексе связан с Йигом.

### Лин Картер
Лин Картер в рассказе «Существо в яме» из цикла «Зотика» пишет, что Гатаноа — Тёмный бог и Великий Древний, одним из самых сильных сторонников Ньярлатхотепа и считался одним сильнейших божеств во время Третьей войны творения или второй войны со Старейшими. Великий Ктулху посетил зелёную двойную звезду Зотх (англ. Xoth), где совокупился с существом по имени Идх-йаа, дабы породить Великих Древних Гатанотхоа, Йтхогтха и Зот-Оммога (Августа Дерлета). Далее Ктулху и его потомство полетели на спутник Плутона Юггот, откуда Великие Древние сошли на Землю.

### Колин Уилсон
Колин Генри Уилсон в рассказе «Возвращение ллоигора» связал Гатаноа с инопланетной расой энергетических ящериц Ллоигор и назвал их слугами божества. Гатаноа поклонялись обитатели подземного мира и человечество (ктатаны).

### Другие
- «Дом жабы» Ричард Тирни
- «Сассекская рукопись» Фред Пелтон
- «Ложные мифологии» Ингэм